# Маккой, Трэви
Трэ́вис Ла́зарус «Трэ́ви» Макко́й (англ. Travis Lazarus "Travie" McCoy; 6 августа 1981, Дженива, штат Нью-Йорк, США) — американский певец и рэпер, вокалист альтернативной хип-хоп группы Gym Class Heroes.

## Карьера
На данный момент Трэви выпустил свой сольный альбом Lazarus, который был представлен публике 8 июня 2010 года. Маккой сотрудничал с Cobra Starship, Эшли Симпсон и Келли Роуленд. Также участвовал в проектах Берни Аллена; работал с Текилой Мокингберд и SieOne.

## Дискография

### Студийные альбомы
| Год  | Комментарий                                                 | Высшая позиция в чартах | Высшая позиция в чартах |
| Год  | Комментарий                                                 | US                      | UK                      |
| ---- | ----------------------------------------------------------- | ----------------------- | ----------------------- |
| 2010 | Lazarus - Дата релиза: 8 июня 2010 - Лейбл: Fueled by Ramen | 25                      | 69                      |

### Синглы
| Год                                                                             | Сингл                            | Высшая позиция в чартах | Высшая позиция в чартах | Высшая позиция в чартах | Высшая позиция в чартах | Высшая позиция в чартах | Высшая позиция в чартах | Высшая позиция в чартах | Высшая позиция в чартах | Высшая позиция в чартах | Высшая позиция в чартах | Сертификация (продажи)                | Альбом  |
| Год                                                                             | Сингл                            | US                      | US Pop                  | US R&B                  | US Rap                  | AUS                     | CAN                     | NL                      | NZ                      | SWE                     | UK                      | Сертификация (продажи)                | Альбом  |
| ------------------------------------------------------------------------------- | -------------------------------- | ----------------------- | ----------------------- | ----------------------- | ----------------------- | ----------------------- | ----------------------- | ----------------------- | ----------------------- | ----------------------- | ----------------------- | ------------------------------------- | ------- |
| 2010                                                                            | «Billionaire» (feat. Bruno Mars) | 4                       | 3                       | 76                      | 9                       | 5                       | 12                      | 4                       | 2                       | 17                      | 3                       | - AUS: Платиновый - US: 2× Платиновый | Lazarus |
| 2010                                                                            | «Need You»                       | —                       | 36                      | —                       | —                       | —                       | —                       | —                       | —                       | —                       | —                       |                                       | Lazarus |
| 2010                                                                            | «We'll Be Alright»               | —                       | —                       | —                       | —                       | —                       | —                       | 82                      | 14                      | —                       | —                       |                                       | Lazarus |
| «—» указывает, что сингл не участвовал в чарте, или не выпускался в этой стране |                                  |                         |                         |                         |                         |                         |                         |                         |                         |                         |                         |                                       |         |

### Участие в совместных синглах
| 2006                                                                            | «Snakes on a Plane (Bring It)» | Cobra Starship   | —  | 38 | —  | —  | Snakes on a Plane: The Album |
| 2008                                                                            | «Daylight»                     | Kelly Rowland    | —  | —  | —  | 14 | Ms. Kelly (re-issue)         |
| 2008                                                                            | «Coconut Juice»                | Tyga             | 94 | —  | —  | —  | No Introduction              |
| 2009                                                                            | «Differently»                  | Cassie Davis     | —  | —  | 29 | —  | Differently                  |
| 2009                                                                            | «Fly»                          | Four Year Strong | —  | —  | —  | —  | Explains It All              |
| 2010                                                                            | «Famo$a»                       | Claudia Leitte   | —  | —  | —  | —  | As Máscaras                  |
| 2010                                                                            | «Higher»                       | Taio Cruz        | 41 | —  | —  | —  | Rokstarr                     |
| 2014                                                                            | «Wrapped Up»                   | Olly Murs        | —  | —  | —  | —  | Never Been Better            |
| «—» указывает, что сингл не участвовал в чарте, или не выпускался в этой стране |                                |                  |    |    |    |    |                              |

### Участие в  альбомах других групп
| Год  | Песня                      | Исполнитель       | Альбом                 |
| ---- | -------------------------- | ----------------- | ---------------------- |
| 2008 | «This Is How It Goes Down» | Pink              | Funhouse               |
| 2010 | «Up and Running»           | Jessica Jarrell   | TBA                    |
| 2010 | «Yeah Yeah»                | Шерил Коул        | Messy Little Raindrops |
| 2011 | «When I Approach»          | Livin, Joe Budden | City of Brotherly Love |
| 2012 | «I Came to Party»          | Deuce             | Nine Lives             |
| 2014 | «Wrapped Up»               | Olly Murs         | Never Been Better      |